# AKB 러브나이트 사랑공장
《AKB 러브나이트 사랑공장》(일본어: AKB ラブナイト 恋工場 에케비 라브나이토 코이코조[*])는 2016년 4월 21일부터 9월 29일까지 매주 목요일 1시 41분 ~ 1시 56분(수요일 심야)에 TV 아사히에서 방송되었던 일본 드라마이다.

## 개요
아키모토 야스시의 연애 단편집 《사랑공장》(恋工場)를 베이스로 오리지널 스토리를 더해서, AKB48 그룹 멤버 40명이 매주 2개의 에피소드(지상파 방송판과 넷 오리지널판), 1명씩 주연을 맡는 연애 드라마.
본 작품은 2017년 봄에 방송되는 연속극의 여주인공 오디션도 겸하고 있으며, 멤버가 주연하는 모든 에피소드가 끝난 후에, 시청자와 심사원으로부터의 튜표에 따라서 연속극 주연의 자리를 얻는다.
매주 방송 종료 후, 지상파 방송판 및 넷 오리지널판이 넷 동영상 배포 서비스 ‘비디오패스’ 및 ‘테레 아사 동영상’에서 공개된다.

## 캐스트
- AKB48 그룹 멤버

그 외

## 방송 일정
| 화수 | 화수   | 방송일 /배포일  | 제목                         | 주연          | 상대역          | 그 외 출연  | 감독            | 각본          | 비고 |
| 전체 | 지상파 | 방송일 /배포일  | 제목                         | 주연          | 상대역          | 그 외 출연  | 감독            | 각본          | 비고 |
| ---- | ------ | --------------- | ---------------------------- | ------------- | --------------- | ----------- | --------------- | ------------- | ---- |
| 1    | 1      | 2016년 4월 21일 | 첫 아침 (初めての朝)         | 카시와기 유키 | 토타니 키미토   | -           | 나카마에 유지   | 마츠에 사토미 |      |
| 2    | ─      | 2016년 4월 21일 | 금단의 장난 (禁断のイタズラ) | 시로마 미루   | 히라타 유이치로 | -           | 나카마에 유지   | 토야마 에리카 |      |
| 3    | 2      | 4월 28일        | 빗소리의 사랑 (雨音の恋      | 이리야마 안나 | 하나토 유스케   | 카토 유타카 | 니노미야 타카시 | 아베 사야카   |      |
| 4    | ─      | 4월 28일        | 첫 사랑 (ハツカレ)           | 타시마 메루   | 나카야마 타츠야 | -           | 나카마에 유지   | 아베 사야카   |      |

## 스태프
- 기획 · 원작 - 아키모토 야스시 《사랑공장》(다케쇼보)
- 프로듀서 - 스기야마 노보루(TV 아사히), 마츠세 슌이치로(TV 아사히), 데구치 토모히로(TV 아사히), 나카자와 스스무(오피스 크레센도)
- 제작 프로덕션 - 오피스 크레센도
- 제작 - TV 아사히

## 서적 정보
- 아키모토 야스시 《사랑공장 주옥의 러브 스토리즈》(恋工場 珠玉のラブストーリーズ) 다케쇼보, 2009년 8월, ISBN 978-4812439142

### 참조주
1. 1 2  “キスシーンあり！AKB48グループメンバーが連ドラ主演を懸けラブバトル” [키스 신 있음! AKB48 그룹 멤버가 연속극 주연을 걸은 러브 배틀] (일본어). 나탈리. 2016년 3월 26일. 2016년 4월 20일에 확인함.